# Slaget på Vikens is
Slaget på Vikens is var ett led i Magnus Ladulås och kung Valdemars brödrastrid år 1275. 
Ungefär samtidigt med slaget vid Hova 1275 ägde andra slag rum i samma trakt i Skaraborgs län, väster om Vättern. Ett av dem stod på isen på sjön Viken utanför Halna, som då låg i Undenäs socken, Skaraborgs län. Enligt Fredrik Ådahl, kyrkoherde i Undenäs i slutet av 1700-talet som skrev ned socknens historia, skall en småkung vid namn Vale kommit över Vättern från Östergötland och förskansat sig på Valeklevens fornborg, ett brant berg vid Granvik. Där har man bland annat hittat en kanonkula. Kung Vale var allierad med Magnus Ladulås, och efter en tid bröt han "änteligt" upp från Valeklev och tågade mot sin fiende, möjligen en kung Puke, som då befann sig i Halna. Vale tågade med sin här över den frusna sjön Viken, och när hans fiende fick höra detta blev han genast bekymrad. Han skall dock ha fått hjälp av en bonde, som Fredrik Ådahl kallar Mårten, som tyckte att man skulle såga sprickor i isen. Detta gjorde man, och när kung Vale kom till detta ställe for han och flera av hans män i vattnet och drunknade. Vales lik återfanns senare i en vik, som kom att kallas Valeviken. Vales fiende gav den hjälpsamme bonden en belöning, som bestod i att han skulle få all skog han kunde springa runt på en dag. Dock hade bonden "Ingen nytta härav, då han snart därpå avled av sitt hastiga springande" säger Fredrik Ådahl. 
På senare tid har också fiskare vid häftig storm fiskat upp diverse stridsredskap. Till exempel fiskade två bröder upp en spikklubba, som de dock inte tordes behålla utan slängde tillbaka igen. Två väldiga stenar står också resta vid gamla vägen mellan Undenäs och Forsvik, som sägs härstamma från samma tid. de skulle vara resta av kung Valdemar för att meddela fienden att "Nu kommer ni inte längre!".